# Philodromus pulchellus
Philodromus pulchellus es una especie de araña cangrejo del género Philodromus, familia Philodromidae. Fue descrita científicamente por Lucas en 1846.